# ساوا بوهینیکا
ساوا بوهینیکا (به اسلوونیایی:Sava Bohinjka) آبشاری است که در اسلوونی واقع شده و ارتفاع کلی ریزشگاه آن ۶۰ متر است.